# Санчес, Сальвадор
Сальвадор Санчес (англ. Salvador Sanchez; 26 января 1959 года, Мексика — 12 августа 1982 года, Мексика) — мексиканский боксёр-профессионал, выступавший в полулёгкой весовой категории. Чемпион мира в полулёгкой (версия WBC, 1980—1982) весовой категории. Один из лучших мексиканских боксёров в истории. Член Международного зала боксёрской славы в Канастоте.

## Профессиональная карьера
Дебютировал в мае 1975 года.
В феврале 1980 года Санчес встретился с обладателем титула WBC в полулёгком весе, американцем Дэнни Лопесом. Санчес победил техническим нокаутом в 13-м раунде.
В апреле 1980 года Санчес проводил 1-ю защиту титула против американца Рубена Кастильо и победил единогласным решением судей по итогам 15-ти раундов.
В июне 1980 года Санчес в реванше встретился с бывшим чемпионом мира Дэнни Лопесом и победил техническим нокаутом в 14-м раунде.
В сентябре 1980 года Санчес проводил 3-ю защиту титула против гаянца Патрика Форда и победил решением большинства судей по итогам 15-ти раундов.
В декабре 1980 года Санчес встретился с пуэрториканцем Хуаном Лапорте и победил единогласным решением судей по итогам 15-ти раундов.
В марте 1981 года Санчес проводил 5-ю защиту титула против испанца Роберто Кастанона и победил техническим нокаутом в 10-м раунде.
В июле 1981 года Санчес провёл нетитульный бой против американца Никки Переса и победил по очкам по итогам 10-ти раундов.
В августе 1981 года Санчес проводил 6-ю защиту титула, встретившись с легендарным пуэрто-риканским чемпионом Вилфредо Гомесом. Перед боем Гомес был фаворитом из расчёта 2:1, а его послужной список состоял из 32 побед (все 32 нокаутом) и 1 ничьей. В 1-м раунде Санчес отправил Гомеса в нокдаун. К 8-му раунду лицо Гомеса полностью опухло, оба его глаза были заплывшими. Санчес нанес Гомесу сокрушительный удар правой, затем добавил несколько сокрушительных левых хуков и несколько ударов справа. Гомес во второй раз за бой оказался на полу, рефери отсчитал нокдаун. Гомес поднялся на ноги, показывая, что готов продолжать поединок. Однако рефери, оценив его состояние, дал отмашку об остановке боя. Санчес победил техническим нокаутом в 8-м раунде.
В декабре 1981 года Санчес встретился с британцем Патриком Кауделлом. В конце 15-го раунда Санчес ударом правой отправил британца в нокадун, однако тот сумел подняться и продолжить поединок. По итогам 15-ти раундов раздельным решением судей победу одержал Санчес.
В мае 1982 года Санчес проводил 8-ю защиту титула против мексиканца Рокки Гарсии и победил единогласным решением судей по итогам 15-ти раундов.
В июле 1982 года Санчес встретился с чемпионом из Ганы Азумой Нельсоном и победил техническим нокаутом в 15-м раунде. Это был последний бой в жизни Санчеса, вскоре после которого он погиб.
В августе 1982 года Сальвадор Санчес погиб в автокатастрофе. Его белый Порше столкнулся лоб в лоб с ехавшим навстречу грузовиком, когда Санчес выехал на встречную полосу, пытаясь обогнать грузовик, ехавший впереди него.
Сальвадор Санчес сочетал скорость, силу и отличные навыки контрпанчера.
В 1981 году американский журнал «Ринг» назвал Санчеса «Бойцом года» вместе с Шугаром Рэем Леонардом.
В 1991 году Санчес был включен в Международный зал боксёрской славы в Канастоте.
В 1999 году The Associated Press назвал Санчеса 3-м величайшим полулёгковесом 20-го столетия.
Племянник Санчеса, полный тёзка, также профессиональный боксёр.